# Čištění párou
Čištění párou je metoda čištění za pomoci parního čističe nebo stroje. Pára se klasifikuje jako skupenský stav vody a patří do plynného skupenství. Pára je vytvořena z vody za pomoci tlaku a teploty. Parní čistič vytvoří horkou vodu a pod silným tlakem žene molekuly vody potrubním systémem ven ze stroje speciální úzkou tryskou. Objem vody, která je umístěna v nádobě parního čističe, se při jejím odpařování zvětšuje 1700krát. Čištění údajně párou patří mezi neúčinnější ekologické metody vůbec. Není třeba používat žádné chemické, čisticí a odmašťovací přípravky. Pára z čističe dokáže proniknout do nejmenších nerovností a skulinek čištěného povrchu, a za vysoké teploty uvolní a odstraní mastnotu, oleje, vosk a další silné nečistoty.

## Využití
Čištění párou se dá použít na jakékoliv podlahové krytiny (parkety, plovoucí podlahy, dlažby, koberce, apod.), na čištění čalouněného nábytku, skleněných povrchů, ale také na čištění motorů a silně znečištěných mastných povrchů apod. Své zastoupení má čištění párou také v průmyslovém využití, kde se používá například v potravinářském a automobilovém průmyslu.

## Výhody
- Ekologické čištění bez chemických přípravků.
- Ošetřený povrch zůstává dočasně antistatický.
- Vysoká úroveň hygieny – likviduje viry, bakterie, houby a další bacilonosiče.
- Očištěný povrch zůstává bez zbytků nečistot, čímž se prodlužuje doba opětovného čištění.
- Téměř destilovaná pára, která neobsahuje soli.
- Mnohostranné využití v domácnosti i průmyslu.